# Ścieżka dotykowa

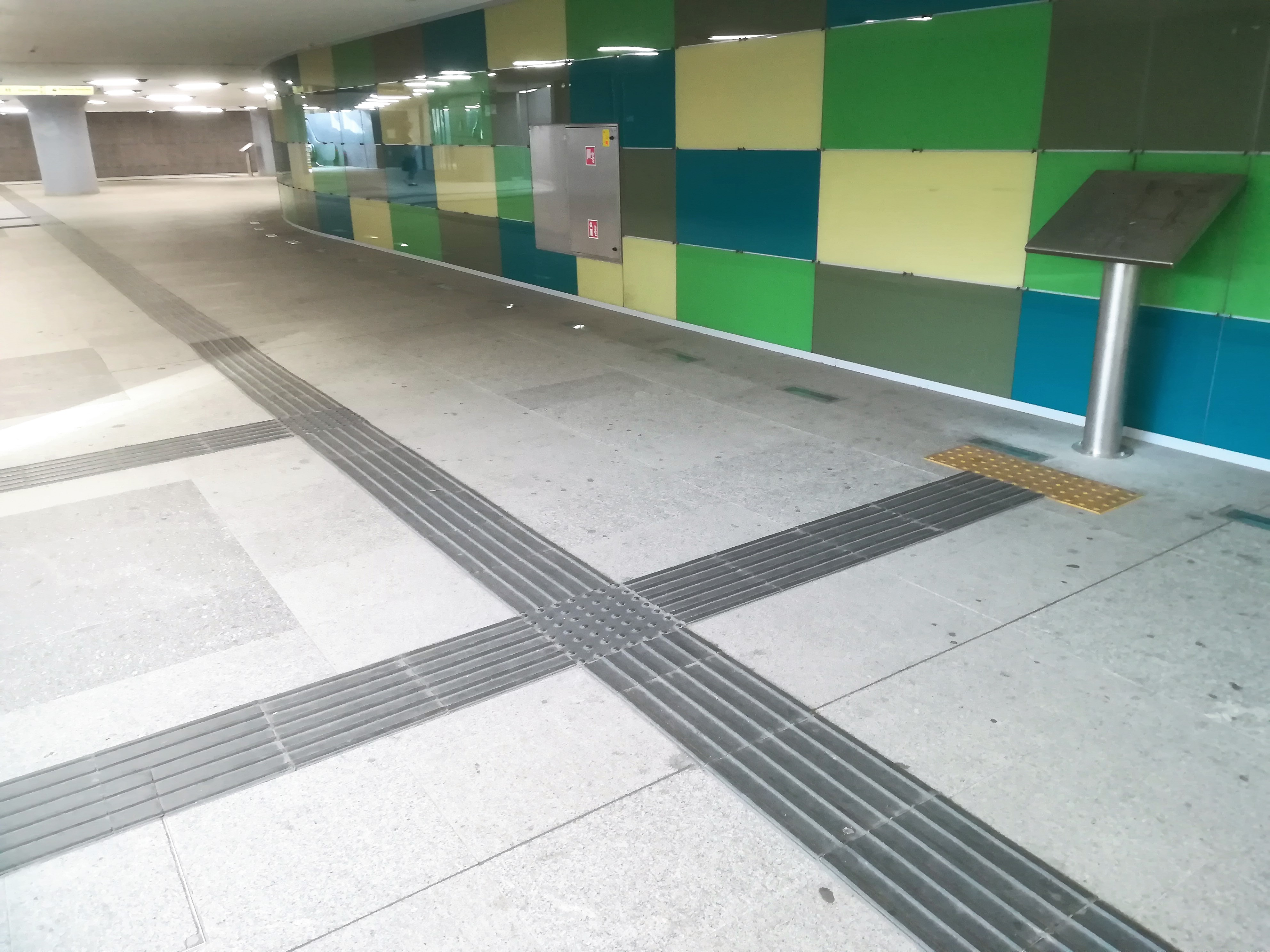
Ścieżka fakturalna: elementy prowadzące, pola uwagi i tablice z wypukłym planem okolicy oraz opisami w alfabecie Braille'a – kompleksowe rozwiązanie dla osób niewidomych (Rondo Kaponiera w Poznaniu)

Ścieżka dotykowa – element stymulacji sensorycznej w formie pieszej drogi (ścieżki), wykorzystywany przede wszystkim w terapii i nauczaniu osób niewidomych, jak również w przestrzeniach publicznych, do ułatwienia przemieszczania się osobom niewidomym lub słabowidzącym.

## Ścieżka dotykowa dydaktyczna
Ścieżka dotykowa, jako element dydaktyczny, składa się z odcinków nawierzchni wykończonych zróżnicowanymi materiałami, takimi jak różne płyty i płytki o zróżnicowanej gładkości, piasek, żwiry, kora, trawa i inne. Przez ścieżkę lub wzdłuż niej może przepływać strumyk. Zasadniczo można się po niej poruszać bezpiecznie boso (ścieżka bosych stóp), ale są też ścieżki przeznaczone do przechodzenia w obuwiu. Obok ścieżki może zostać umieszczona barierka dla asekuracji dzieci, które słabiej chodzą. Zadaniem ścieżki jest stymulowanie wrażeń dotykowych u osoby niewidzącej (zwłaszcza w terapii dzieci) i pogłębianie jej wiedzy o świecie.

## Ścieżka fakturalna

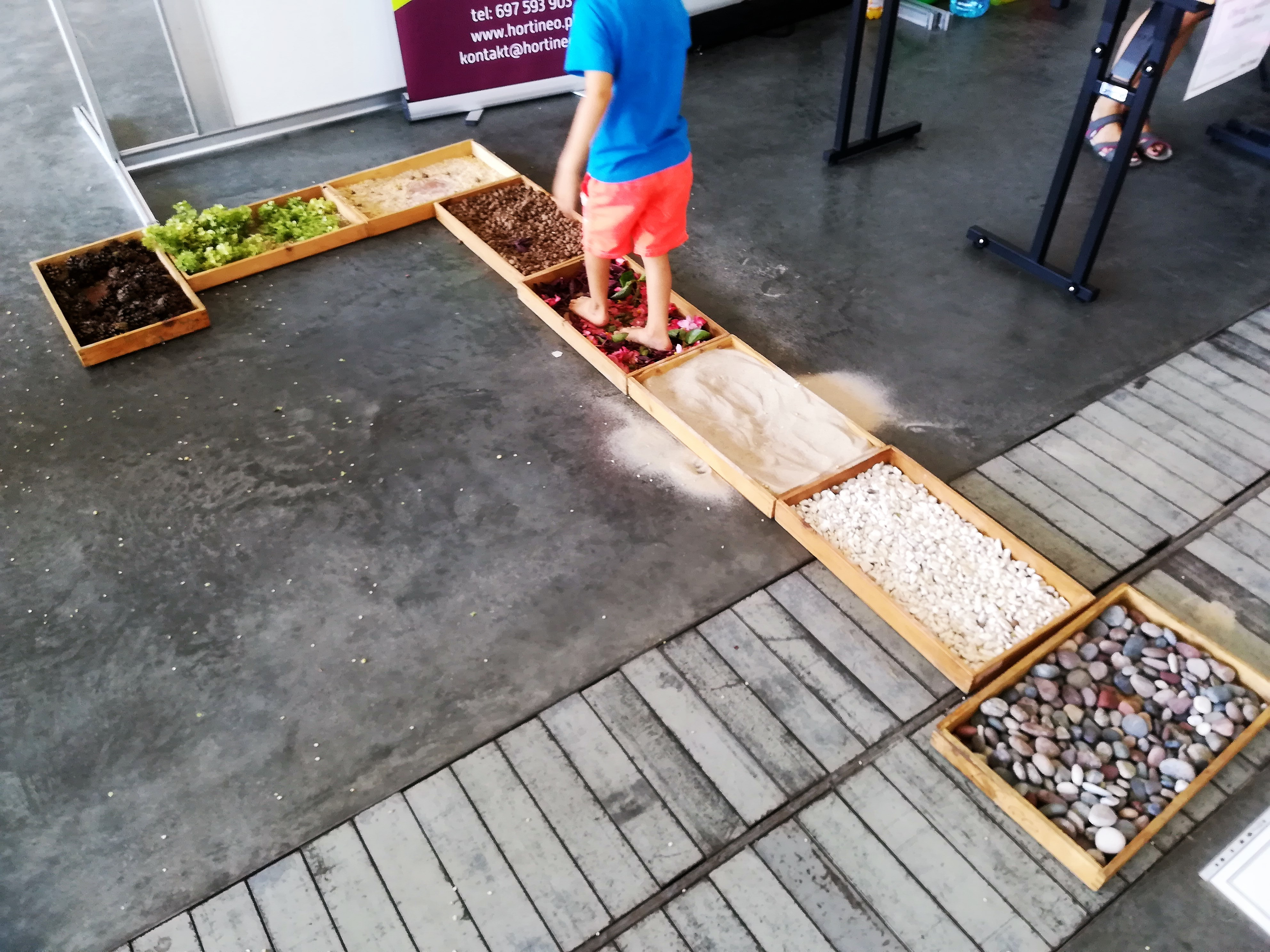
Przykład dydaktycznej ścieżki dotykowej o zróżnicowanych podłożach

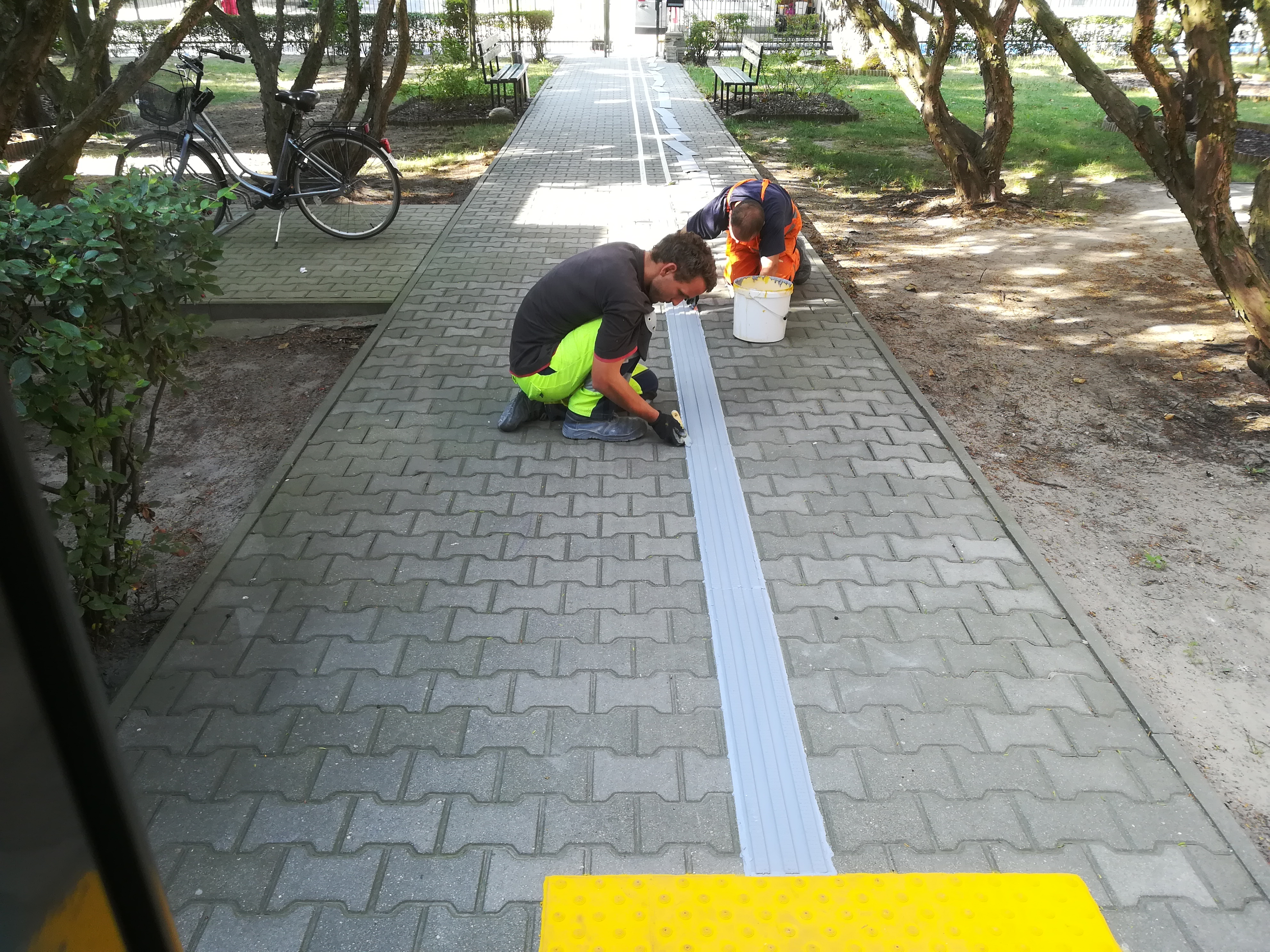
Tworzenie ścieżki dotykowej z prefabrykowanych elementów

W przestrzeniach publicznych (głównie miejskich i komunikacyjnych) ścieżka dotykowa, zwana też fakturalną, jest rozwiązaniem ułatwiającym osobom z dysfunkcjami wzroku poruszanie się. Jest to w tym kontekście pas ruchu o wyraźnie zmienionej fakturze względem reszty nawierzchni i szerokości około 30–40 cm. Stosowany jest szczególnie: 
- w przestrzeni zurbanizowanej, celem doprowadzenia osób do przejść dla pieszych oraz innych, istotnych z różnych względów obiektów
- w obiektach komunikacyjnych, np. na dworcach kolejowych, przystankach tramwajowych i autobusowych, na stacjach metra i lotniskach
- w budynkach użyteczności publicznej, pomiędzy wejściem a recepcją, punktem informacyjnym i innymi istotnymi pomieszczeniami
- w dużych, otwartych przestrzeniach, w których osoba niewidoma lub słabowidząca może mieć problemy z wytyczeniem sobie właściwej drogi[2].

Możliwe jest stosowanie dwóch rodzajów oznaczeń:
- elementy prowadzące, czyli takie, które wskazują drogę i łączą ze sobą poszczególne punkty (składają się najczęściej z równolegle biegnących, wypukłych linii)
- pola uwagi składające się z wypukłych punktów (stosowane do oznaczania skrzyżowań ścieżek dotykowych oraz miejsc wymagających podjęcia decyzji przez osobę przemieszczającą się lub mogących stanowić niebezpieczeństwo, głównie przed schodami, drzwiami, czy wzdłuż krawędzi peronowych)[2].

Ścieżki dotykowe powinno się efektywnie stosować w połączeniu z innymi udogodnieniami dla osób niewidomych i słabo widzących, m.in. planami tyflograficznymi, sygnalizacjami dźwiękowymi, rampami krawężnikowymi, tabliczkami z zapisem w alfabecie Braille'a i innymi oznaczeniami dotykowymi. Nie powinno się ich stosować, jeżeli szerokość przestrzeni komunikacyjnej jest mniejsza niż 180 cm.
W Polsce parametry wytyczania i budowy ścieżek dotykowych zostały opisane w rozporządzeniu Ministra Infrastruktury w sprawie warunków technicznych, jakim powinny odpowiadać obiekty budowlane metra i ich usytuowanie. W rozporządzeniu Ministra Transportu i Gospodarki Morskiej w sprawie warunków technicznych, jakim powinny odpowiadać budowle kolejowe i ich usytuowanie można natomiast znaleźć zapisy dotyczące sposobu oznakowania strefy zagrożenia, wzdłuż krawędzi peronów.

## Turystyka
Jednym z zastosowań ścieżek dotykowych jest ruch turystyczny. Ścieżki (w powiązaniu z trójwymiarowymi modelami poszczególnych obiektów) umożliwiają osobom niewidzącym zwiedzanie miast i znajdujących się w nich zabytków, tworząc spójne oferty turystyczne.